# Jürgen Ospelt
Jürgen Ospelt (16 gennaio 1974) è un ex calciatore liechtensteinese, di ruolo centrocampista.

## Carriera

### Nazionale
Ha collezionato 40 presenze con la propria Nazionale.

## Palmarès

### Club

#### Competizioni nazionali
- Coppa del Liechtenstein: 5

Vaduz: 1994-1995, 1995-1996, 1997-1998, 1998-1999, 1999-2000
- Prima Lega: 1

Vaduz: 1999-2000